# 니카 길라우리
니콜로즈 길라우리(조지아어: ნიკოლოზ გილაური, 1975년 2월 14일~)는 2009년 2월 6일부터 2012년 6월 30일까지 조지아의 제8대 총리를 지낸 조지아의 정치인이다. 그는 조지아 내각에서 에너지부 장관 (2004년~2007년), 재무부 장관 (2007년~2009년), 제1부총리 (2008년~2009년)를 역임했다.
2012년에는 국영 주식 펀드인 JSC 파트너십 펀드의 대표로 임명되었다. 현재 길라우리는 공공 부문 의사 결정권자를 위한 자문 부티크를 설립했다. 또한 맥킨지 앤 코의 수석 고문이기도 하다.

## 교육 및 초기 경력
니카 길라우리는 1975년 트빌리시에서 태어났다. 아일랜드의 리머릭 대학교에서 경제 및 재무 경영학 학사 학위를 취득했으며, 이후 미국의 템플 대학교에서 국제 경영학 MBA를 취득했다.
조지아 정부에 합류하기 전에는 조지아 주립 일렉트로시스템즈의 관리 계약자였던 ESBI 조지아와 조지아 전기 시스템 상용 운영자의 관리 계약자였던 이베르드롤라 조지아에서 재무 관리자로 근무했다.

## 정치 경력

### 총리직
2009년 2월, 길라우리는 그리골 마갈로블리슈빌리의 뒤를 이어 조지아 총리로 취임했다. 어려운 경제 상황(성장률 -9%)으로 인해 그는 경제 회복 프로그램과 조지아의 비즈니스 환경 개선을 주로 담당했다. 2012년 2분기(길라우리 총리가 총리직에서 은퇴했을 때) 조지아의 경제 성장률은 +8%를 넘어섰고, 세계은행의 하기 쉬운 비즈니스 보고서(2006년 112위에서 증가)에 의해 조지아는 전 세계 9위에 올랐다. 길라우리 총리는 또한 의료 개혁을 주도하여 2년 이내에 전국에 100개 이상의 병원을 새로 건설하고, 중등 교육 시스템과 고등 교육 시스템에서 건전하고 지속 가능한 경쟁을 조성하는 교육 개혁을 주도했다. 또한 EU-조지아 FTA 협정 협상과 EU-조지아 협회 협정 협상도 주도했다.

## 은퇴 이후
정부에서 은퇴한 후 길라우리는 2012년에 독립 자문 회사인 리포매틱스를 설립하여 전 세계 20개 이상의 정부와 협력하고 있다.

## 사생활
니카 길라우리는 2010년 1월, 수후미 출신으로 2004년 미스 조지아 미인대회에 참가한 전 조지아 패션 모델 마린 샤무지아와 결혼했다.